# Royal Melbourne Golf Club
De Royal Melbourne Golf Club is de oudste golfclub in Australië.

## Geschiedenis
Caulfield
The Royal Melbourne Golf Club werd in 1891 opgericht. Het is niet de eerste golfclub die daar werd opgericht maar wel  de oudste club die nog bestaat. Het initiatief tot de oprichting werd genomen door enkele heren, die bijna allemaal een Schotse achtergrond hadden. Na enkele informele bijeenkomsten werd besloten een officiële vergadering te beleggen en daarvoor andere belangstellenden uit te nodigen. Op 22 mei 1891 kwamen zij bijeen in een hotel, waar 80 belangstellenden bereid waren een financiële bijdrage van vijftien guinneas te leveren. In ruil daarvoor werden ze levenslang lid. Er was echter berekend dat ze een bijdrage van 100 leden nodig hadden. 

De eerste president van de club was J C Bruce. Bij een volgende bijeenkomst kon hij melden dat aan de club land aangeboden was in de nabijheid van het Caulfield station. Het stuk land zou bebouwd worden maar wegens een financiële crisis waren de plannen uitgesteld. Twee Schotten uit St Andrews legden de baan aan en op 4 juli 1891 werd hij geopend.
Een jaar later werden dames toegelaten als geassocieerd lid. Hun ledenaantal groeide naar wens en in 1894 werd besloten een eigen clubhuis voor hen te bouwen.
In 1895 gaf de Britse koningin Victoria de club het predicaat Koninklijk.
Sandringham
In 1901 werden de bouwplannen van Caulfield weer geactiveerd, zodat de club moest verhuizen. In 1898 werd een stuk land gevonden bij Sandringham. De Royal Melbourne Golf Company Ltd werd opgericht, en de leden kochten daarvan aandelen om de nieuwe baan te financieren. De nieuwe baan werd op 27 januari 1901 geopend.

AL gauw werd er land bijgekocht, waarna in 1905 de hele baan veranderd werd. In die periode werd de gutty-golfbasl vervangen door de Haskell-bal, zodat de holes langer moesten worden. In 1911 werd nog meer land bijgekocht, maar dat werd pas na de Eerste Wereldoorlog  ontwikkeld. Na de oorlog  werden stukken grond verkocht om huizen te bouwen en met de opbrengst werd in 1926 een nieuwe golfbaan door de Schotse golfbaanarchitect Alister Mackenzie ontworpen en aangelegd in samenwerking van clublid Alex Russell, die in 1924 het Australisch Amateur had gewonnen. Dit werd de huidige West Course. In 1931 was het clubhuis klaar. Later werd ook de East Course door hem ontworpen.
In 1959 werd de Canada Cup voor het eerst in Australië gespeeld. Royal Melbourne was gastheer en de World Cup werd gewonnen door de Australiërs Kel Nagle en Peter Thomson, die behalve internationaal speler ook de clubpro van Royal Melbourne was.

In 1998 werd de Presidents Cup voor het eerst buiten de Verenigde Staten gespeeld. Royal Melbourne was gastheer. Voor het eerst won het internationale team, captain was de Australiër Peter Thomson.
In 2001 werd een nieuw clubhuis gebouwd en in 2003 werd besloten beide banen te moderniseren. Er is nergens water op de baan.

## Toernooien
Er zijn veel internationale toernooien op de Royal Melbourne gespeeld, onder meer:
- Victorian Golf Cup: 1894-1897 voor amateurs uit Australië en Nieuw-Zeeland, later voortgezet als het Australisch Amateur.
- Eisenhower Trophy: 1968
- Australisch Open: 1991
- Presidents Cup: 1998, 2011
- Australian Masters: 14-17 november 2013
- World Cup: 1959, 21-24 november 2013[1]

In 1894 werd de Victorian Golf Cup ingesteld, waaraan amateurs uit Australië en Nieuw-Zeeland mochten meedoen. Na vier jaar werd in overleg met de Australische Golffederatie, die in 1898 werd opgericht, besloten het toernooi voort te zetten als het Australisch amateurkampioenschap.
Bij grote toernooien wordt sinds 1959 een 'composite course' gebruikt waarbij zes holes van de East Course en twaalf holes van de West Course gebruikt worden.